# 更年期障害
更年期障害（こうねんきしょうがい、英: Menopause, climacteric）とは、主に性腺ホルモンの低下に起因する症候群。
女性の場合、卵巣機能の低下によるエストロゲン欠乏、特にエストラジオールの欠乏に基づくホルモンバランスの崩れにより起こる。男性ではテストステロンの減少などが原因となる。
一般に更年期障害というと女性の更年期障害を指すことが多い。
学術団体で男性の性ホルモン減少による男性更年期障害について議論が深まったのは1990年代になってからである。男性においては発症頻度が低く、その発病も緩徐である。男性の性ホルモン減少に起因する更年期症状はLOH症候群と呼ばれる。
本項では女性の更年期障害について記載する。

## 定義
女性の更年期に見られる器質的原因に寄らない多種多様の症状を更年期症状と呼び、その中で生活に支障を来たす程度のものを更年期障害と定義される。女性の更年期は、日本では閉経の前後5年の合計10年間を指す。

## 原因
加齢に伴う卵巣の内分泌機能低下によるエストロゲン濃度低下と、更年期に伴う家庭的および社会的環境の変化が相互関与して、様々な不定愁訴の原因になるとされている。

## 症状
いわゆる不定愁訴に属する症状が多く、その強弱は精神的要素が関与している。この時期は空の巣症候群や職場での問題・家族の介護などでストレスを抱えやすいことも一因と言われている。「血管運動神経症状」と「精神神経症状」および「その他の症状」の3つに分類される。エストロゲンの欠乏は多くの症状に関与するが、特に「血管運動神経症状」への影響が強いとされる。更年期障害の症状は多くは自然に軽快するとされる。
| 血管運動神経症状 | 顔の火照り、ホットフラッシュ、異常発汗、動悸、眩暈、高血圧症 |
| 精神神経症状     | 情緒不安、イライラ、不安感、抑うつ、不眠、頭重感 |
| その他の症状     | - 運動器症状 - 腰痛や関節痛など - 消化器症状 - 嘔気や食欲不振など - 皮膚粘膜症状 - 皮膚乾燥や掻痒感など - 泌尿生殖器症状 - 排尿障害や頻尿、性交障害、外陰部違和感など |

症状の発現頻度には人種差があり、日本人では肩こり、易疲労感、頭痛、のぼせ、腰痛、発汗異常の症状が多いとされる。

## 診断
更年期障害の評価には患者自身の症状を点数化した Kupperman（クッパーマン）更年期指数が世界的に使用されていたが、点数化の手法に問題があり、2014年現在では使用されなくなっている。日本産科婦人科学会では、21項目の質問にyes/noで返答する簡便な評価表を作成している。血清FSH濃度や血清エストラジオール濃度の測定も診断の助けになる。閉経の判断は無月経12か月をもってなされるが、12か月未満であったも血中FSH濃度40mlU以上、血中エストラジオール濃度(E2)20pg/ml以下で閉経状態と判断できる。エストラジオール濃度が十分保たれており、月経が順調である場合は、更年期障害と類似した症状であっても除外すべきだとされる。

## 治療
根本的な治療としてはホルモン補充療法が有効。対症療法としては、漢方薬やプラセンタ、向精神薬など使用される。特に、自律神経障害のようなエストロゲン欠乏が直接関与する症状には、基本的にホルモン補充療法が選択される。HRTなどのホルモン補充療法は、血管運動神経症状には有効性が高いものの、精神症状には無効である場合があり、抗不安薬や抗うつ剤が使用される。一方で、家庭問題や周辺環境との不適合などの問題を傾聴する対話療法にも症状の改善効果が見られる。

### ホルモン補充療法
閉経前後に体内で不足してきた女性ホルモン（エストロゲン）を、飲み薬（経口剤）や貼り薬（貼付剤）として補充するホルモン補充療法(HRT)が行われる。血管運動神経症状に著効するが、抑うつなどの精神神経症状にも効果を認める場合もある。更年期に伴って発症したうつ病に対しての効果は評価が定まっていない。
欧米ではすでに30年以上の実績があり、日本でも十数年来行われてきた療法で、更年期障害を改善しクオリティ・オブ・ライフを高め日常生活を快適に過ごすために有効かつ適切な療法として評価・活用されているが、月経がある患者や、血中エストロゲンが保たれている患者は適応とならない。
HRTを継続して受けている間に、運動・食事・検診などにも注意するようになるという副次効果も推察されている。月経の有無や症状の種類に応じ、エストロゲン単剤あるいはエストロゲン・黄体ホルモン配合剤などが使用される。子宮筋腫などにより、子宮を摘出済みの患者に対しては、エストロゲン単独投与が行われる。HRTは骨粗鬆症改善効果や美肌効果、アンチエイジング効果、脂質代謝改善効果 も併せ持つが、投与方法によっては乳癌、子宮体癌、卵巣癌といった婦人科系悪性腫瘍が若干増加することがあるほか、下肢血栓症など血液凝固系疾患が増えるという欠点がある。ただし、子宮体癌については、黄体ホルモンを併用投与することで子宮体癌のリスクをゼロにすることができる。HRTの治療期間としては概ね5年間が目安とされ、それ以上の継続投与はケースバイケースである。

#### 日本でのHRT
日本ではこれまで経口剤、貼付剤が使用されてきたが、2007年に国内初の「肌にぬるプッシュ式ボトルのジェル剤型」エストラジオール外用剤「ル・エストロジェル」 が新たに承認、発売された。塗布跡が残らず皮膚刺激も少なく毎日の使用が簡便で一定量が取り出せるのが特徴である。

### 向精神薬
エチゾラムなどの抗不安薬や、抗不安作用の強いクロチアゼパムが使用される。抑うつ症状が強い場合はSSRI (選択的セロトニン再取り込み阻害薬)やSNRI (セロトニン・ノルアドレナリン再取り込み阻害薬)が第一選択となる。

### 漢方薬
漢方では女性の更年期症状に対して、桂枝茯苓丸・当帰芍薬散・加味逍遙散・柴胡加竜骨牡蛎湯・女神散などが用いられる。虚証と実証では、選択する漢方薬が異なる。

### プラセンタ療法
日本では、女性の更年期障害の治療薬としてメルスモン製薬が作っているメルスモン注射薬が保険収載されている。1956年に厚生省より承認された。

### 心理療法
精神科医や心療内科専門医の協力下に、認知行動療法、バイオフィードバック療法なども行われる。ストレス管理や環境調整が行われる場合もある。特に性交障害などの女性性機能障害（female sexual dysfunction；FSD）は、エストロゲン補充も有効とはされるが、治療の中心となるのは行動療法やカウンセリングである。

## 除外診断
うつ病や甲状腺機能亢進症、甲状腺機能低下症、悪性腫瘍、精神疾患などが鑑別診断として挙げられる。更年期で多く見られる「易疲労感」などの症状は非特異的な症状であり、これらの疾患群でも良く見られる症状である。甲状腺疾患は更年期にも頻度の多い疾患であり、しばしば鑑別上問題となる。神経症、うつ病、統合失調症などの精神疾患との鑑別には、心理テストの Cornell medicalindex（CMI）健康調査表や Self-rating Depression Scale（SDS）などが使用されるが、これら精神疾患と更年期障害は合併することもあり精神科専門医との共同診療がしばしば必要とされる。